# Haplophaedia assimilis
El calzadito verdoso sureño o calzadito de muslo anteado (Haplophaedia assimilis) es una especie de ave apodiforme de la familia Trochilidae (los colibríes) perteneciente al género Haplophaedia. Es nativo de regiones andinas del oeste de América del Sur.

## Distribución y hábitat
Se distribuye de forma disjunta a lo largo de la pendiente oriental de la cordillera de los Andes del norte y centro de Perú y del sur de Perú hasta el centro de Bolivia.
Esta especie es considerada generalmente bastante común en sus hábitats naturales: el sotobosque y los bordes de selvas húmedas montanas y pre-montanas en altitudes entre 1500 y 3000 m, pero raramente por arriba de los 2500 m.

## Sistemática

### Descripción original
La especie H. assimilis fue descrita por primera vez por el ornitólogos estadounidense Daniel Giraud Elliot en 1876 bajo el nombre científico Eriocnemis assimilis; su localidad tipo es: «Apollo y Tilo-tilo, Bolivia».

### Etimología
El nombre genérico femenino «Haplophaedia» es una combinación de las palabras del griego «haploos» que significa ‘liso’, y «phaidros» que significa ‘brillante’; y el nombre de la especie «assimilis», en latín significa ‘similar’, ‘parecido’.

### Taxonomía
La presente especie fue tratada en el pasado como una subespecie de Haplophaedia aureliae, el calzadito verdoso norteño, y como especie plena a partir del año 2000. Una nueva Propuesta No 923 al Comité de Clasificación de Sudamérica (SACC) de tratamiento como conespecíficas fue unánimemente rechazada.
La especie y subespecie descritas 	Vestipedes domaniewskii Stolzmann, 1926 y Vestipedes aureliae tibialis Carriker, 1933, se consideran sinónimos de H. assimilis affinis.

### Subespecies
Según las clasificaciones del Congreso Ornitológico Internacional (IOC) y Clements Checklist/eBird  se reconocen dos subespecies, con su correspondiente distribución geográfica:
- Haplophaedia assimilis affinis ({{versalita|Taczanowski), 1884 – pendiente oriental de los Andes del norte y centro de Perú (Amazonas al sur hasta Huánuco; también en Cerros del Sira.
- Haplophaedia assimilis assimilis (Elliot), 1876 – pendiente oriental de los Andes desde el sur de Perú (Cuzco) hasta el centro de Bolivia (Cochabamba).